# 微不足道
《微不足道》（英語：Big Nothing）是一部2006年黑色幽默犯罪片，由尚-巴提斯特·安德列執導，大卫·史威默、西蒙·柏奇和爱丽丝·伊芙主演。該片於2006年11月18日在加的夫电影节進行全球首映，2006年12月1日在英國上映。
《微不足道》的拍攝地點有曼島、威尔士格拉摩根谷的巴里以及凯尔文特和蒙茅斯郡的其他地區。其他場景位於加拿大不列颠哥伦比亚省斯阔米什。

## 剧情
在俄勒冈州的一个小镇上，绰号为“俄勒岡殯儀員”的残忍連環殺手不断杀害和肢解年轻女性。查利曾是一名教师，当上呼叫中心员工的第一天就被解雇了。同事格斯邀请他一起勒索一名牧师，因为他已经掌握了牧师访问色情网站的证据。少女选美皇后乔茜·麦克布鲁姆无意中听到了他们的打算，坚持要加入这个计划。
三人打电话给牧师索要勒索款。格斯去了牧师家，而查利则去了一家酒吧，打算在那里为格斯提供不在场证明。他告诉酒吧里的人格斯去了加油站，却发现加油站的服务员也在酒吧里，于是不在场证明泡汤了。他离开酒吧后匆匆赶往牧师家，在那里却发现了牧师的尸体，但没有看到格斯的踪迹，于是他把尸体扔进了化糞池。原来，牧师开枪打中了格斯的腿，格斯用花瓶把他打晕了，也就是说，查利把他扔进化粪池时，他还活着。
两人发现了牧师虐杀一名年轻女子的影片。随后，一名副警来到这所房子要找牧师，他说牧师被人发现身中三枪，已经死亡。副警离开时，发现了引向化粪池的拖痕。格斯用花瓶打晕了他。牧师的妻子突然出现，用枪威胁格斯、查利和副警。乔茜赶到后用斧头砍了她。副警试图逃跑，但在爬窗时不慎摔倒，磕到头后身亡。
查利、格斯和乔茜逃离现场。差点与一个胖子发生车祸后，他们继续前往弃尸点，却发现其中一具尸体不见了。他们开车返回，撞上了牧师的妻子，原来她跳下了车想要寻求帮助。正当他们检查尸体时，两名警察赶到，其中一名就是查利的妻子。查利的妻子打电话给她的副手，但电话转到了语音信箱。乔茜匆忙编了个故事，但三人还是被带到了警局，一位特别探员正在那里等候。
海姆斯探员，也就是三人差点出车祸的那个胖子，和格斯、乔茜一起检查了尸体。在等候室里，查利看到了熟睡中的女儿，她不能獨自留在家裡，是他妻子帶來的，于是他把自己的外套给了女儿。查利、格斯和乔茜驱车前往一个沥青湖，打算在那里处理尸体，但他们发现特工一直在跟踪他们。特工随后揭露乔茜就是“怀俄明寡妇”；她是一个杀人犯，与人勾搭，再用掺有高浓度铊的威士忌杀死他们。特工发现她随身携带一壶威士忌；她喝了一些以证明威士忌没有下毒，但特工趁乱逃走了。当其他人在寻找他时，格斯试图带着钱逃走，但被特工抓住，特工抱怨他的工作没有得到回报。他开枪打死了格斯，拿走了钱。与此同时，查利的妻子在丈夫的大衣里发现了副警的警徽，但她把车开到一座桥上，把警徽扔了下去。
特工跑向自己的车，却撞见了乔茜和查利吓了一跳。他们逼他吃下一大块棒棒糖，使他陷入糖尿病昏迷。乔茜用枪指着查利，并解释说她真的是怀俄明寡妇。她让查利选择子弹还是有毒的威士忌（她有两个酒壶）。查利告诉她不要把钱都花在一个地方，然后喝下了威士忌。乔茜发现包里除了他女儿的毛绒玩具外，什么也没有，这时查利倒地身亡。在家里，查利的女儿用记号笔在一些百元大钞上画画，旁边有好几大叠钱。
乔茜想要搭车离开俄勒冈州，终于拦下了一位老人的车。老人下车到后面去“仔细检查一些东西”，而乔茜则拿出了有毒的威士忌。老人用防水布盖住了一条血淋淋的腿，然后回到卡车上，和乔茜一起离开。最后一幕显示，卡车尾部挂着一块俄勒冈州的车牌。

## 演员
- 西蒙·柏奇 饰 格斯
- 大卫·史威默 饰 查利
- 爱丽丝·伊芙 饰 乔茜
- 娜塔莎·麥克洪 饰 佩内洛普
- 咪咪·羅傑斯 饰 斯莫尔斯太太
- 喬·波里托 饰 聯邦調查局探員海姆斯
- 莎拉·艾德蒙森（英语：Sarah Edmondson） 饰 伊莎贝拉
- 朱利安·格列佛（英语：Julian Glover） 饰 80歲老人
- 安柏·希利（英语：Amber Sealey） 饰 呼叫中心主管
- 薛娜·希姆（英语：Shauna Shim） 饰 梅拉妮#1
- 勞倫斯·布瓦德 饰 梅拉妮#2
- 克林·史汀頓（英语：Colin Stinton） 饰 马克斯
- 米契爾·穆倫 饰 斯莫尔斯牧师
- 克萊爾·埃爾斯莫爾 饰 虐殺電影受害者
- 肯尼斯·傑 饰 酒保
- 威廉·羅森菲爾德 饰 加曼副警

## 制作
《微不足道》於2006年1月拍攝，歷時三十二天。拍攝地點有曼島和威尔士的巴里、格拉摩根谷、凯尔文特和蒙茅斯郡。該片还在加拿大不列颠哥伦比亚省斯阔米什拍攝。

## 发行
《微不足道》於2006年11月18日在加的夫电影节進行了全球首映，2006年12月1日在英國和愛爾蘭发行，2007年3月15日在歐洲市場发行。本片未在北美院线发行。DVD版由20世紀家庭娛樂於2007年4月16日發行。

## 反响

### 评价
根據13位影評人的評論，該片在爛番茄的支持率為38%。
《帝國》給了這部電影三顆星（共五顆星），並評論道「對於主流成功來說，基調的轉變有點過於極端，但史威默和柏奇為一部原創犯罪片提供了一個堅實的黑色喜劇中心」BBC也給了這部電影三顆星（共五顆星），讚揚了柏奇和史威默的表演，特別指出柏奇透過他的角色「重塑了自己」。
Yahoo! Movies對這部電影大加讚賞，稱其“狡猾、犀利、巧妙地轻描淡写——《微不足道》最终带来了很多东西”。

### 票房
《微不足道》在英國101家影院上映後，首周末票房收入為83,829英鎊。

## 原聲帶
影片中出现了以下歌曲。
1. "Bound for the Floor" – Local H演唱（斯科特·盧卡斯（英语：Scott Lucas (musician)）创作）
2. "Hands on the Bible" – Local H演唱（斯科特·盧卡斯创作）
3. "Engel" – 德国战车创作并演唱
4. "Blinking Lights (For You)" – Eels演唱（馬克·奧利佛·埃弗雷特（英语：Mark Oliver Everett）创作）
5. "But I Did Not" – 豪·蓋爾（英语：Howe Gelb）创作并演唱
6. "Fin De Siècle" – 黑色欲望（英语：Noir Désir）演唱，安德烈（英语：Andrej Aćin）混音（貝特朗·岡達（英语：Bertrand Cantat）和黑色欲望创作）
7. "Money (That's What I Want)" – 巴瑞特·史壯演唱（珍妮·布拉德福德（英语：Janie Bradford）和貝瑞·高迪创作）
8. "Love of the Loveless" – Eels演唱（馬克·奧利佛·埃弗雷特创作）
9. "Stabat Mater" – 乔瓦尼·巴蒂斯塔·佩尔戈莱西作曲
10. "Sacred Darling" – Gogol Bordello演唱（尤金·哈茨（英语：Eugene Hütz）创作）
11. "The Soldier" – 馬丁·克拉夫特（英语：Martin Craft）创作并演唱
12. "Sister Sister" – 巴科斯特·杜里（英语：Baxter Dury）创作并演唱